# زبان لاپین
لاپین (انگلیسی: Lapine) یک زبان تخیلی است که توسط نویسنده ریچارد آدامز برای رمانش در سال ۱۹۷۲ در واترشیپ دون ساخته شد، جایی که شخصیت‌های خرگوش به این زبان صحبت می‌کنند. این زبان دوباره در دنباله کتاب آدامز در سال ۱۹۹۶، داستان‌هایی از واترشیپ دون، استفاده شد و در هر دو اقتباس سینمایی و تلویزیونی ظاهر شد. قطعات زبان ارائه شده توسط آدامز، شامل چند ده کلمه متمایز است و عمدتاً برای نامگذاری خرگوش‌ها، شخصیت‌های اساطیری آن‌ها و اشیاء موجود در دنیای آن‌ها استفاده می‌شود. نام لاپین از کلمه فرانسوی خرگوش، لاپین گرفته شده است و همچنین می‌تواند برای توصیف جامعه خرگوش استفاده شود.

## تاریخ
واژگان زبان لاپین، توسط آدامز به صورت جزئی و به صورت ارگانیک و مطابق با شرایط طرح توسعه یافتند. آدامز در مصاحبه‌ای با عنوان «هر چیزی از من بپرس» در ردیت، اشاره کرد که «من همین‌طور که رفتم لاپین را ساختم - زمانی که خرگوش‌ها برای چیزی به کلمه‌ای نیاز داشتند، من هم همینطور». آدامز با تأمل در الهامات خود برای کلمات، اظهار داشت که "برخی از آن‌ها مانند هردودو(وسیله نقلیه موتوری) گیاه‌شناس هستند، اما در مجموع آن‌ها به سادگی از ناخودآگاه من آمده‌اند. آدامز اظهار داشت که انگیزه صدای لاپین این بود که مانند کلمه "افرافا" "ووفی، کرکی" به نظر برسد. کرن لوی در نوشتن برای گاردین، زبان لاپین را چنین توصیف کرد: "پذیرش زبان لاپین به عنوان [زبانی] که همیشه می‌شناسیم آسان است."
صدای لاپین به تأثیر زبان‌های ولزی، ایرلندی، گیلیک اسکاتلندی و زبان‌های عربی نسبت داده شده است. استفان کاین، نویسنده، ارتباط عربی را با اشاره به این که «آدامز در طول خدمت سربازی خود در خاورمیانه فرصتی برای مطالعه عربی داشت» تقویت می‌کند. در سریال سرزمین میانه (اثر جی آر آر تالکین) از نظر تأثیر آن بر فضای رمان‌هاست. پس از موفقیت واترشیپ دون، ریچارد آدامز زبان ساخت دیگری را برای رمان‌های بکلان خود، شاردیک (۱۹۷۴) و مایا (۱۹۸۴) ابداع کرد.